# Rallye d'Antibes
Le rallye d'Antibes (appelé aussi Rallye Antibes-Azur) est un rallye automobile comptant pour le Championnat de France des rallyes asphalte se disputant autour de la ville d'Antibes dans le département des Alpes-Maritimes.

## Histoire
Il a été intégré au Championnat de France des rallyes en 1973 sous le nom de Rallye des roses, associé alors au Critérium alpin.
Épreuve internationale, il a compté pour le Championnat d'Europe des rallyes de 1974 à 2011.
Bernard Béguin l'a remporté 6 fois (record) et Pierre-César Baroni (champion d'Europe en 1993) 5 fois.
Le rallye comptait aussi pour le championnat de France jusqu'en 2001 avant d'y revenir à partir de 2013.
En 2020, le Rallye est annulé. L'édition 2021, initialement prévue en mai, est quant à elle reportée au mois d'octobre, en raison à la fois des mesures de confinements sanitaires liées à la pandémie de Covid-19 ; mais également en raison du passage de la Tempête Alex, entre fin septembre et début octobre 2020, causant de nombreux dégâts matériels dans la région niçoise.

## Palmarès
Avant-guerre, cette épreuve est précédée par le rallye (mondain) « international Paris-Antibes-Juan-les-Pins », de régularité, durant les années 1930.
| Année | Pilote                                                                                  | Copilote                                                                                | Voiture                                                                                 |
| ----- | --------------------------------------------------------------------------------------- | --------------------------------------------------------------------------------------- | --------------------------------------------------------------------------------------- |
| 2000  | Serge Jordan                                                                            | Patrick Pivato                                                                          | Renault Maxi Megane                                                                     |
| 2001  | Sébastien Loeb                                                                          | Daniel Elena                                                                            | Citroën Xsara Kit-Car                                                                   |
| 2002  | Renato Travaglia                                                                        | Flavio Zanella                                                                          | Peugeot 206 WRC                                                                         |
| 2003  | Bruno Thiry                                                                             | Jean-Marc Fortin                                                                        | Peugeot 206 WRC                                                                         |
| 2004  | Simon Jean-Joseph                                                                       | Jack Boyère                                                                             | Renault Clio S1600                                                                      |
| 2005  | Cédric Robert                                                                           | Gérald Bedon                                                                            | Renault Clio S1600                                                                      |
| 2006  | Bryan Bouffier                                                                          | Xavier Panseri                                                                          | Peugeot 206 S1600                                                                       |
| 2007  | Renato Travaglia                                                                        | Simone Scattolin                                                                        | Abarth Grande Punto S2000                                                               |
| 2008  | Nicolas Vouilloz                                                                        | Nicolas Klinger                                                                         | Peugeot 207 S2000                                                                       |
| 2009  | Giandomenico Basso                                                                      | Mitia Dotta                                                                             | Abarth Grande Punto S2000                                                               |
| 2010  | Luca Betti                                                                              | Guido D'Amore                                                                           | Peugeot 207 S2000                                                                       |
| 2011  | Luca Rossetti                                                                           | Barone Maurizio                                                                         | Abarth Grande Punto S2000                                                               |
| 2012  | Michel Boetti                                                                           | Valérie Monnier                                                                         | Peugeot 207 Super 2000                                                                  |
| 2013  | Julien Maurin                                                                           | Nicolas Klinger                                                                         | Ford Fiesta RS WRC                                                                      |
| 2014  | Bryan Bouffier                                                                          | Xavier Panseri                                                                          | Hyundai i20 WRC                                                                         |
| 2015  | Roger Feghali                                                                           | Joseph Matar                                                                            | Ford Focus WRC                                                                          |
| 2016  | David Salanon                                                                           | Laurent Magat                                                                           | Ford Fiesta RS WRC                                                                      |
| 2017  | Anthony Puppo                                                                           | Jérémy Cenci                                                                            | Škoda Fabia R5                                                                          |
| 2018  | Bryan Bouffier                                                                          | Gilbert Dini                                                                            | Hyundai i20 R5                                                                          |
| 2019  | Yohan Rossel                                                                            | Benoît Fulcrand                                                                         | Citroën C3 R5 (en)                                                                      |
| 2020  | Épreuve annulée à la suite des intempéries de la Tempête Alex dans les Alpes-Maritimes. | Épreuve annulée à la suite des intempéries de la Tempête Alex dans les Alpes-Maritimes. | Épreuve annulée à la suite des intempéries de la Tempête Alex dans les Alpes-Maritimes. |
| 2021  | Nicolas Ciamin                                                                          | Maxime Martini                                                                          | Alpine A110 Rally RGT                                                                   |
| 2022  | Yoann Bonato                                                                            | Benjamin Boulloud                                                                       | Citroën C3 Rally2 (en)                                                                  |
| 2023  | Yoann Bonato                                                                            | Benjamin Boulloud                                                                       | Citroën C3 Rally2                                                                       |
| 2024  | Éric Camilli                                                                            | Thibault de la Haye                                                                     | Hyundai i20 N Rally2 (en)                                                               |
| 2025, | Yoann Bonato                                                                            | Benjamin Boulloud                                                                       | Citroën C3 Rally2                                                                       |